# Greta Garbo (álbum)
Greta Garbo es el duodécimo álbum de estudio del músico español Enrique Bunbury. Fue producido por Adan Jodorowsky y grabado en el estudio El Desierto Casa Estudio en México entre noviembre y diciembre de 2022, y es el primer álbum de Bunbury sin un grupo fijo de músicos, después de decidir prescindir de Los Santos Inocentes. Fue publicado el 26 de mayo de 2023 por Warner Music Spain.

## Lista de canciones
Todas las canciones escritas y compuestas por Enrique Bunbury, excepto "Armagedón por compasión", que fue escrita y compuesta por Bunbury y Juan Carlos Espadas-Aragón. 
| N.º   | Título                                    | Duración |  |
| 1.    | «Nuestros mundos no obedecen a tus mapas» | 3:35     |  |
| 2.    | «Alaska»                                  | 4:18     |  |
| 3.    | «Invulnerables»                           | 4:02     |  |
| 4.    | «Desaparecer»                             | 3:54     |  |
| 5.    | «Para ser inolvidable»                    | 4:22     |  |
| 6.    | «De vuelta a casa»                        | 4:23     |  |
| 7.    | «La tormenta perfecta»                    | 3:03     |  |
| 8.    | «Autos de choque»                         | 3:40     |  |
| 9.    | «Armagedón por compasión»                 | 3:42     |  |
| 10.   | «Corregir el mundo con una canción»       | 5:23     |  |
| 40:26 |                                           |          |  |